# 長堀通

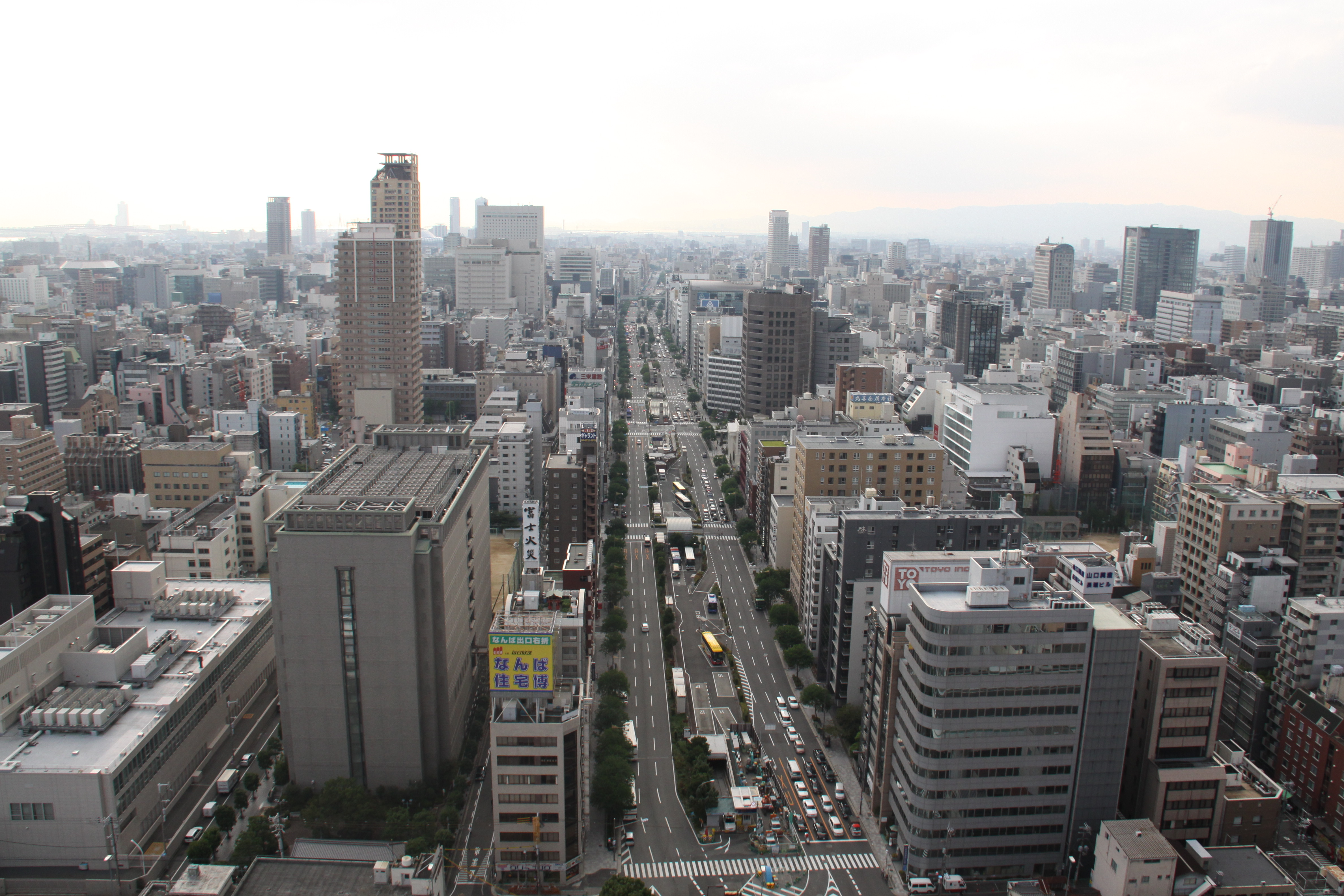
長堀通

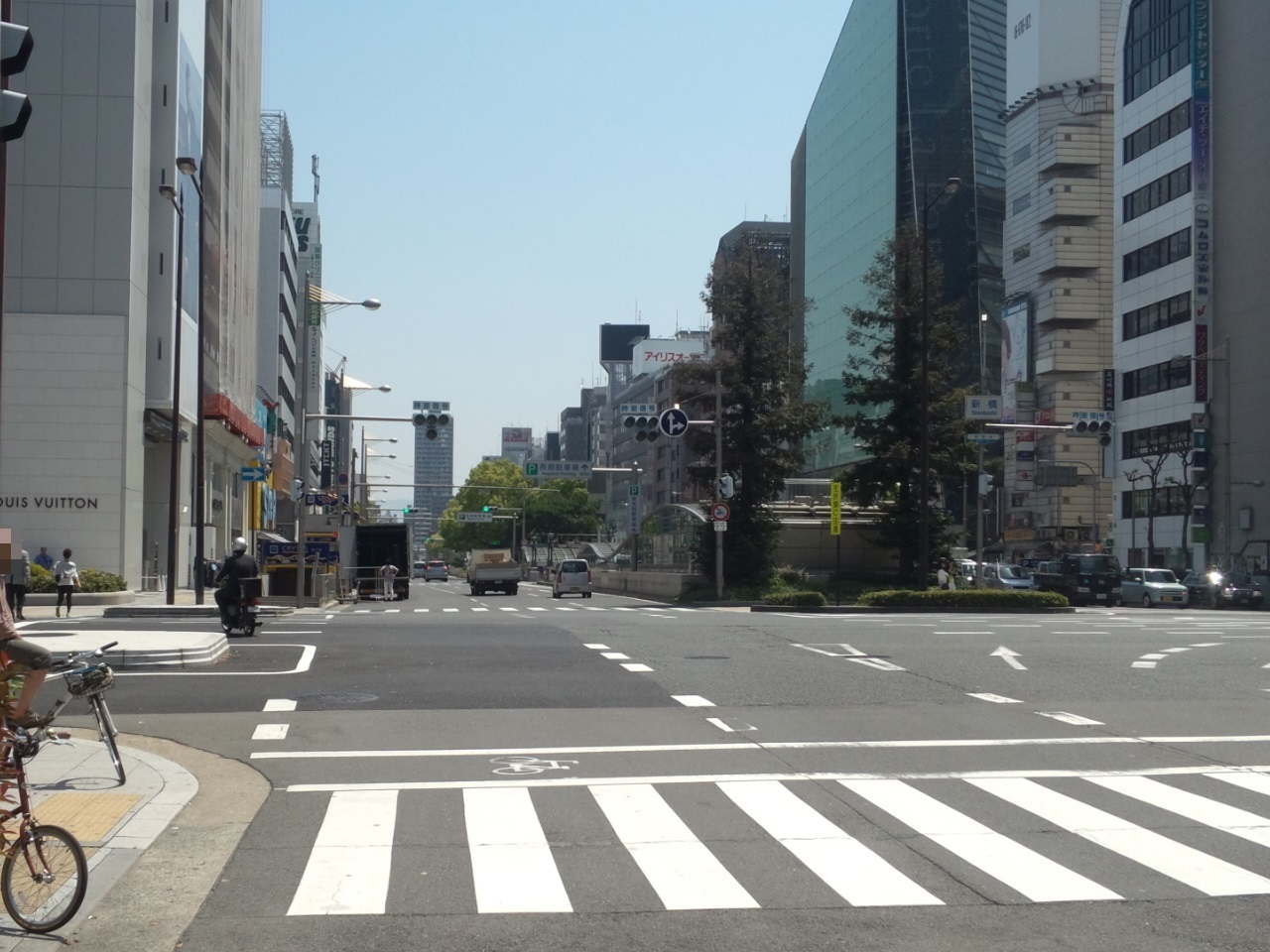
新橋交差点

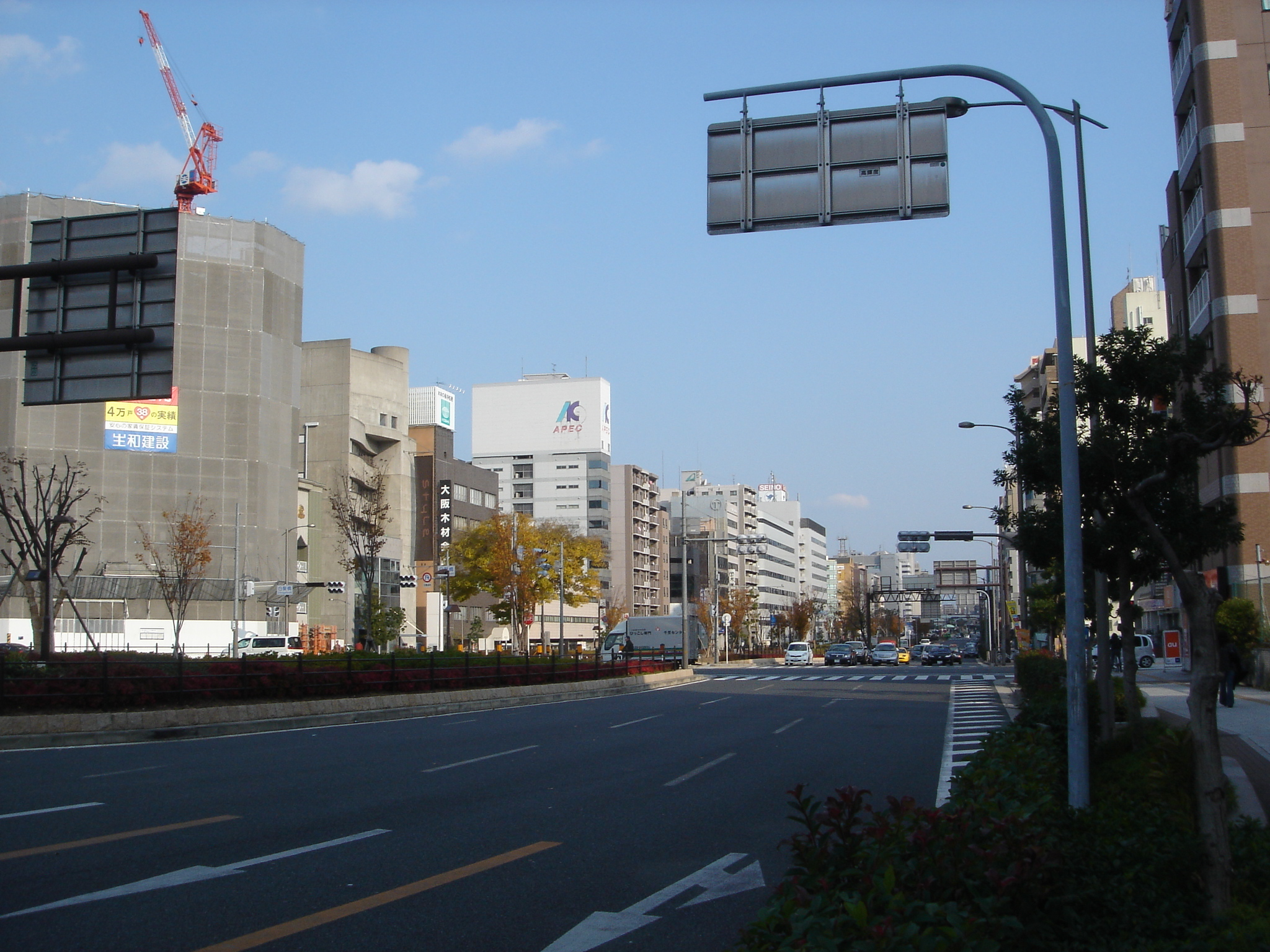
西区北堀江付近
（鰹座橋交差点〜白髪橋交差点）

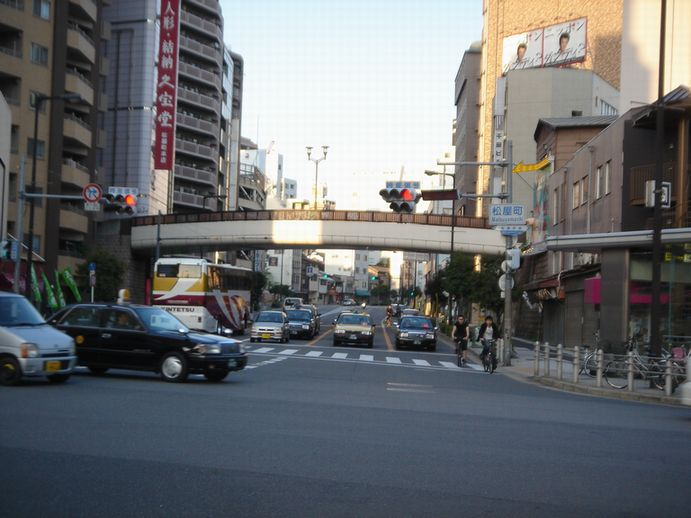
松屋町交差点東側（高津原橋）

長堀通（ながほりどおり）は、大阪府大阪市を東西に横断する幹線道路の愛称。

## 概要
区間は伯楽橋西詰交差点（木津川）から今里交差点（今里筋）までの約5.9km。全線大阪府道173号大阪八尾線の一部区間に当たり、新橋交差点（御堂筋）以東は重複して国道308号の一部区間に当たる。
埋立前の長堀川北岸を通っていた末吉橋通（すえよしばしどおり）が前身で、長堀川の埋立区間となる末吉橋（東横堀川）以西は大半が幅員50mに拡幅されており、道路中央に緑地帯や観光バス用の駐車場などが設けられている。
玉造交差点（玉造筋）以西の地下にOsaka Metro長堀鶴見緑地線が通っており、加えて、大阪市の中心部である四ツ橋交差点（四つ橋筋） - 長堀橋交差点（堺筋）間にはクリスタ長堀という地下街が広がり、新橋交差点 - 末吉橋西詰交差点間には地下駐車場が設けられている。
都心部の四ツ橋交差点 - 松屋町交差点（松屋町筋）間および五差路を形成する今里交差点では渋滞が慢性化している。谷町6交差点（谷町筋）は1999年に谷六アンダーパス（谷町筋本線が地下道）が完成して以来渋滞が解消された。
末吉橋通時代には地上に大阪市電東西線・玉造線・玉造今里線が通っており、1961年の市電廃止から1969年まで大阪市営トロリーバス9号線も通っていた。

## 沿線情報
Osaka Metro長堀鶴見緑地線 - （西長堀駅 - 西大橋駅 - 心斎橋駅 - 長堀橋駅 - 松屋町駅 - 谷町六丁目駅 - 玉造駅）
西区
- 西区役所
- 中央急病診療所
- 大阪市立中央図書館
- 長堀グリーンプラザ（緑地帯）
- 長堀バス駐車場
- 四ツ橋駅 - Osaka Metro四つ橋線
- 四ツ橋跡碑

中央区
- 心斎橋筋商店街
  - ZARA（旧ソニータワー大阪跡のラ・ポルト心斎橋内にある）
  - ディオール（エトワール心斎橋(LVMHビル)内にある）
  - H&M（ロフトなど旧パルコ本館の心斎橋ZERO GATE内にある）
- クリスタ長堀（地下街）
- 長堀駐車場（地下）
- 東長堀駐車場（地下）
- 東長堀バス駐車場
- 末吉橋
- 松屋町
- 大阪女学院大学・短大・中学・高等学校
- 玉造

天王寺区
- 大阪府立清水谷高等学校
- 明星中学校・高等学校
- 大阪府立高津高等学校
- 真田山公園

東成区
- 東成区役所
- 今里駅 - Osaka Metro千日前線・今里筋線

## 交差する道路
路線名がない道路は一般市道。
| 交差する道路 南← ＜長堀通＞ →北                       | 交差する道路 南← ＜長堀通＞ →北      | 交差する場所 | 交差する場所 | 路線名    |
| ----------------------------------------------------- | ------------------------------------ | ------------ | ------------ | --------- |
| 府道173号大阪八尾線                                   | （川口3、本田1方面）                 | 伯楽橋西詰   | 西区         | 府道173号 |
| ＜新なにわ筋＞ 府道29号大阪臨海線                     | ＜新なにわ筋＞ 府道29号大阪臨海線    | 鰹座橋       | 西区         | 府道173号 |
| ＜新なにわ筋＞ 府道29号大阪臨海線                     | 阪神高速3号神戸線・16号 西長堀出入口 | 鰹座橋       | 西区         | 府道173号 |
| ＜あみだ池筋＞ 都計中津西本町線                       | ＜あみだ池筋＞ 都計中津西本町線      | 白髪橋       | 西区         | 府道173号 |
| ＜なにわ筋＞ 府道41号大阪伊丹線                       | ＜なにわ筋＞ 府道41号大阪伊丹線      | 西大橋       | 西区         | 府道173号 |
| ＜四つ橋筋＞ 市道南北線                               | ＜四つ橋筋＞ 市道南北線              | 四ツ橋       | 西区         | 府道173号 |
| ＜御堂筋＞ 国道25号                                   | ＜御堂筋＞ 国道25号                  | 新橋         | 中央区       | 府道173号 |
| ＜御堂筋＞ 国道25号                                   | ＜御堂筋＞ 国道25号                  | 新橋         | 中央区       | 国道308号 |
| ＜堺筋＞ 府道102号恵美須南森町線                      | ＜堺筋＞ 府道102号恵美須南森町線     | 長堀橋       | 中央区       |           |
| ＜松屋町筋＞ 市道天神橋天王寺線                       | ＜松屋町筋＞ 市道天神橋天王寺線      | 松屋町       | 中央区       |           |
| ＜谷町筋＞ 府道30号大阪和泉泉南線                     | ＜谷町筋＞ 府道30号大阪和泉泉南線    | 谷町6        | 中央区       |           |
| ＜上町筋＞ 市道赤川天王寺線                           | ＜上町筋＞ 市道赤川天王寺線          | 上本町1      | 中央区       |           |
| ＜玉造筋＞ 都計都島阿倍野線                           | ＜玉造筋＞ 都計都島阿倍野線          | 玉造         | 中央区       |           |
| 市道上新庄生野線                                      | 市道上新庄生野線                     | 玉津1        | 東成区       |           |
| ＜千日前通＞ 府道702号大阪枚岡奈良線                  | ＜今里筋＞ 市道大阪環状線            | 今里         | 東成区       |           |
| ＜今里筋＞ 府道173号大阪八尾線 重複=市道大阪環状線    | ＜今里筋＞ 市道大阪環状線            | 今里         | 東成区       |           |
| ＜千日前通＞ 国道308号 重複=r702 （布施・新深江方面） |                                      |              |              |           |

## 交通量
| 調査地点                                                                              | 平日昼間 | 休日昼間 | 平日24時間 | 休日24時間 |
| ------------------------------------------------------------------------------------- | -------- | -------- | ---------- | ---------- |
| 西区新町3                                                                             | 19,899   | 11,958   | 29,451     | 17,178     |
| 中央区南船場2                                                                         | 25,031   | 17,555   | 35,794     | 25,455     |
| 天王寺区空堀町                                                                        | 26,863   | 16,506   | 38,414     | 23,934     |
| ※調査日： 2005/10/16（休日）、2005/10/19（平日） ※午前7時起算、昼間は19時までの12時間 |          |          |            |            |

## 備考
- Osaka Metro長堀鶴見緑地線は、以前は鶴見緑地線という名称であったが、京橋駅 - 心斎橋駅開通時に長堀通の真下を通ることになることから長堀鶴見緑地線と改称した。